# Danny Ward (Fußballspieler, 1993)
Daniel „Danny“ Ward (* 22. Juni 1993 in Wrexham) ist ein walisischer Fußballtorwart, der bei Leicester City unter Vertrag steht. Er spielte 2016 erstmals für die walisische Fußballnationalmannschaft.

## Sportlicher Werdegang
Ward ging im Jahre 2007 mit 14 Jahren zum Viertligisten AFC Wrexham, der 2008 in die fünfte Liga abstieg und dort in den folgenden Jahren mehrmals den Aufstieg in den Aufstiegs-Playoffs verspielte. Im März 2011 wurde Ward an den Ligakonkurrenten FC Tamworth ausgeliehen. Im Januar 2012 wechselte er zum FC Liverpool, der ihn im März 2015 an den Viertligisten FC Morecambe verlieh. Zur Saison 2015/16 wurde er an den schottischen Erstligisten FC Aberdeen verliehen, bei dem er zwischen August und Dezember 2015 zu 21 Ligaeinsätzen kam und Vizemeister wurde, womit sich die Schotten für die UEFA Europa League 2016/17 qualifizierten. Im Pokal scheiterte er mit Aberdeen in der vierten Runde und im Scottish League Cup 2015/16 im Achtelfinale. In der UEFA Europa League 2015/16 kam das Ausscheiden in der dritten Qualifikationsrunde gegen den kasachischen Vizemeister FK Qairat Almaty. Nach u. a. zehn Ligaspielen ohne Gegentor wurde Ward im Januar 2016 zurück nach Liverpool geholt, behielt dort aber seinen Status als dritter Torhüter. Im April und Mai 2016 bestritt er seine ersten beiden Erstliga-Spiele für Liverpool. Am 18. Mai 2016 saß er beim verlorenen Finale der UEFA Europa League auf der Bank.
In der Saison 2016/17 wurde er an den Zweitligisten Huddersfield Town verliehen, wo er es auf 45 Einsätze brachte. Der Verein belegte nach der Punktspielrunde zwar nur Platz 5 in der Tabelle, konnte sich aber in der Aufstiegsrunde durchsetzen. Dabei wurde er im Finale gegen den FC Reading eingesetzt, das nach torlosen 120 Minuten mit 4:3 im Elfmeterschießen gewonnen wurde, da er zwei Elfmeter halten konnte.
Zur Saison 2017/18 kehrte er nach Liverpool zurück, hatte aber nur drei Einsätze in der U-23-Mannschaft und wurde im Juli 2018 an Leicester City verkauft, wo er allerdings in den folgenden Spielzeiten nur zweiter Torwart hinter dem dänischen Nationaltorhüter Kasper Schmeichel war. Nach dem Wechsel von Schmeichel zu Beginn der Premier League 2022/23, avancierte Danny Ward zur neuen Nummer eins im Tor des englischen Erstligisten. Nach schlechten Leistungen verlor er aber seinen Stammplatz im Tor an den Dänen Daniel Iversen. Nach dem Abstieg und dem Wechsel von Iversen zu Stoke City erhielt er den Stammplatz im Tor aber nicht zurück, der ging an den neu verpflichteten Dänen Mads Hermansen. Im Frühjahr 2024 hatte Ward dann als 30-Jähriger zwei Einsätze in der U21-Mannschaft.

## Nationalmannschaft
Ward spielte für die walisische U-17- und U-19-Mannschaft, mit der er im Oktober 2011 ein Spiel in der ersten Qualifikationsrunde für die U-19-Fußball-Europameisterschaft 2011 bestritt. Als Gruppenzweiter qualifizierten sich die Waliser für die zweite Qualifikationsrunde, in der er nicht zum Einsatz kam; seine Mannschaft schied gegen Serbien aus. Im Tor stand Jonathan Bond, der seit der U-21 für England spielt. Im September 2011 kam Ward bei zwei der drei Niederlagen in der ersten Qualifikationsrunde für die U-19-Fußball-Europameisterschaft 2012 zum Einsatz. 2012 saß er bei zwei Spielen der U-21-Mannschaft in der Qualifikation für die U-21-EM 2013 auf der Bank. Die Waliser schieden als Gruppenvierte aus. In der Qualifikation für die U-21-Fußball-Europameisterschaft 2015 stand er in fünf von zehn Spielen im Tor und blieb dabei beim 1:0 im ersten Spiel gegen Moldawien ohne Gegentor. Die Waliser verloren mit ihm gegen San Marino mit 0:1. Für San Marino war dies der erste sportlich errungene Sieg überhaupt in einer EM-Qualifikation, zuvor gab es nur zwei Siege am grünen Tisch. Als Vierte schieden die Waliser erneut aus.
Am 16. November 2013 saß er beim Freundschaftsspiel gegen Finnland erstmals bei der A-Nationalmannschaft auf der Bank. Es folgten zehn weitere Länderspiele, bei denen er als Ersatztorhüter auf der Bank saß, darunter sieben Spiele der Qualifikation für die EM 2016. Die Waliser qualifizierten sich erstmals für eine EM-Endrunde. Nach der Qualifikation kam er beim 1:1 gegen die Nordiren am 24. März 2016 zu seinem ersten Einsatz, als er zur zweiten Halbzeit für Stammtorhüter Wayne Hennessey eingewechselt wurde.
Am 9. Mai 2016 wurde er in den vorläufigen Kader für die EM 2016 berufen, mit dem am 23. Mai ein Trainingslager in Portugal begann, und schließlich für den endgültigen Kader berücksichtigt. Beim letzten Testspiel vor der EM wurde er zur zweiten Halbzeit für Hennessey eingewechselt. Beim ersten EM-Spiel der Waliser, das sie mit 2:1 gewannen, stand er in der Startelf, da Hennessey wegen Rückenproblemen nicht spielen konnte. Es blieb sein einziger Einsatz, da Hennessey im zweiten Gruppenspiel wieder ins Tor zurückkehrte. Im Halbfinale schied das Team aus.
2017, 2018 und 2019 kam er zu insgesamt vier Einsätzen in Freundschaftsspielen, er gehörte aber zum Kader für die Qualifikationen zur WM 2018, EM 2020 und in der UEFA Nations League 2018/19. Für die Europameisterschaft 2021 wurde er in den walisischen Kader berufen. Bei der EURO stand er in den vier Spielen im Tor, schied aber nach einer 0:4-Achtelfinalniederlage gegen Dänemark mit der Mannschaft aus.
In der Qualifikation für die WM 2022 stand er achtmal im Tor, belegte mit seiner Mannschaft hinter  Belgien den zweiten Platz und trafen in den Playoffs zunächst auf Österreich. Dabei hatten die Waliser Heimrecht und nutzten dieses, um mit 2:1 gegen Österreich zu gewinnen. Auch im Finale hatten sie wieder Heimrecht gegen den Sieger des Spiels zwischen Schottland und der Ukraine.  Mit 1:0 setzten sie sich gegen die Ukrainer durch und durften erstmals nach 1958 wieder zur WM-Endrunde fahren. Bei der WM gehörte er auch zum Kader. Er wurde im zweiten Gruppenspiel gegen den Iran in der 87. Minute nach der Roten Karte für Rekordtorhüter Wayne Hennessey beim Stand von 0:0 eingewechselt. In der Nachspielzeit kassierte er dann noch zwei Gegentore. Im dritten Spiel, das mit 0:3 gegen England verloren wurde, stand er dann von Beginn an im Tor. Mit der Niederlage war die WM für die Waliser beendet.  Mit fünf Gegentoren ist er der walisische Torhüter mit den meisten Gegentoren in WM-Spielen. In den Spielen nach der WM stand er meistens im Tor, auch nachdem er seinen Stammplatz im Verein verloren hatte.